# Primera Sección, Xochiapulco
Primera Sección är en ort i Mexiko.   Den ligger i kommunen Xochiapulco och delstaten Puebla, i den sydöstra delen av landet, 160 km öster om huvudstaden Mexico City. Primera Sección ligger 2 028 meter över havet och antalet invånare är 174.
Terrängen runt Primera Sección är kuperad åt nordost, men åt sydväst är den bergig. Terrängen runt Primera Sección sluttar norrut. Runt Primera Sección är det ganska tätbefolkat, med 75 invånare per kvadratkilometer. Närmaste större samhälle är Xochiapulco, 0,54 km söder om Primera Sección. I omgivningarna runt Primera Sección växer huvudsakligen savannskog.